# Toamna bobocilor
Toamna bobocilor este un film de comedie românesc din 1975, regizat de Mircea Moldovan după scenariul scriitorului Petre Sălcudeanu. Rolurile principale sunt interpretate de actorii Marin Moraru, Draga Olteanu-Matei, Dumitru Furdui, Maria Ploae, Emil Hossu și Sebastian Papaiani, în timp ce naratorul poveștii este Octavian Cotescu.

## Rezumat
După terminarea facultății, trei absolvenți, profesoara de limba franceză Mariella Tudor (Maria Ploae), medicul Ovidiu Ghiculescu (Emil Hossu) și inginerul agronom Geo Severus (Dumitru Furdui), pornesc fără să se cunoască spre satul Viișoara, aflat la 599 km de București, unde au primit posturi prin repartiție.
Ovidiu este fiul unui medic celebru și a terminat facultatea cu media 7,99; deoarece tatăl său nu a putut să intervină pentru a-i obține o repartiție mai aproape de București, el trebuie să-și facă cei trei ani de stagiu în Viișoara sau într-un alt sat. Mariella a terminat însă cu media 10 ca șefă de promoție, dar a ajuns aici după ce a spus în glumă unui reporter aflat la balul absolvenților că vrea să fie repartizată la țară. Ea a fost dată astfel ca exemplu de înaltă conștiință civică pe facultate și a primit în consecință o repartiție într-un sat îndepărtat. Geo sosește în sat cu un Trabant și se laudă peste tot că el a lucrat ca agronom în Africa, America și în sud-estul Europei.
Potrivit comentatorului (Octavian Cotescu), Viișoara este un sat inexistent pe hărțile turistice, pe care se ajungea fie pe calea ferată fie pe un drum cu dale de piatră rămas de pe vremea romanilor. Cei trei tineri absolvenți sunt primiți însă cu răceală. Conducerea organizației locale a PCR prezidată, în lipsa primarului Horațiu aflat la un curs de instruire la Constanța, de Toderaș (Marin Moraru), președintele CAP-ului, hotărăște să le înmâneze imediat negațiile fără ca cei abia sosiți să le fi solicitat. Cu excepția Mariellei, ceilalți doi doreau să rămână acolo. Geo și Ovidiu înapoiază negațiile și o conving pe Mariella să mai rămână opt zile pentru a nu-i pune pe ei într-o situație proastă.
Motivul înmânării negațiilor îl constituia faptul că majoritatea absolvenților repartizați în Viișoara în anii trecuți au plecat la puțină vreme după sosire. Unii dintre ei au produs și dezastre; spre exemplu, inginerul agronom sosit înaintea lui Geo a hotărât să nu se mai cultive cartofi, sfeclă și porumb pe ogoarele comunei, așa cum se cultiva de zeci de ani, plantând grâu care nu s-a copt. Absolvenții încep un adevărat război cu președintele CAP-ului și sătenii. Medicul îi amendează pe grăjdari pentru că nu respectau regulile de igienă a muncii, iar inginerul agronom îi obligă pe tractoriști să reia arăturile de toamnă pe motiv că s-a arat la o adâncime de 15 cm în loc de 25 cm. Profesoara Mariella se confruntă însă cu lipsa de interes a elevilor pentru limba franceză și-și dorește în continuare să plece, deși Geo o curtează timid.
Absolvenții sunt sprijiniți însă de Varvara (Draga Olteanu-Matei), soția lui Toderaș și șefa organizației locale de femei a PCR, precum și de tehnicianul Pompei (Sebastian Papaiani), șeful organizației locale de tineret a PCR. Cei doi localnici își dau seama că satul are nevoie de specialiști, în ciuda evenimentelor nefericite din trecut. Varvara le trimite bucate celor trei, iar Pompei îi lasă profesoarei zilnic la ușă buchete de flori. Amenințat de Varvara că le va convinge pe femei să nu-l voteze la alegerile din iarnă, Toderaș îi învită pe cei trei absolvenți la ședința organizației locale de partid. El le explică motivul pe care le-a dat negații, iar Geo și Ovidiu afirmă că vor să rămână în sat pentru a contribui la dezvoltarea sa. Profesoara Mariela a decis să plece din sat.
La finalul filmului, Geo îi spune lui Ovidiu că a mințit atunci când a afirmat că a muncit ca agronom în Africa, America și sud-estul Europei. El lucrase șase ani ca mecanic în uzină, urmând apoi liceul la seral și facultatea. Trabantul era cumpărat în comun cu un coleg de facultate ce obținuse repartiție în satul învecinat Pogoanele. Singura sa călătorie în străinătate a avut loc doar atunci când a fost detașat două săptămâni ca mecanic în Tanganika.

## Distribuție
- Marin Moraru — Toderaș, președintele CAP-ului din Viișoara
- Draga Olteanu-Matei — Varvara, soția lui Toderaș, șefa organizației locale de femei a PCR
- Dumitru Furdui — inginerul agronom Geo Severus
- Maria Ploae — profesoara de franceză Mariella Tudor
- Emil Hossu — medicul Ovidiu Ghiculescu
- Sebastian Papaiani — tehnicianul Pompei, șeful organizației locale de tineret a PCR
- Ileana Iurciuc — Paulina, responsabila magazinului mixt din localitate, iubita lui Pompei
- Haralambie Polizu — zootehnistul Văsălie Ioachim
- Vasile Nițulescu — ciobanul șef Liviu Traian
- Elena Sereda — Leontina, soția lui Liviu Traian
- Monica Ghiuță — învățătoarea Silvia
- Nae Gh. Mazilu — Niculae, tâmplarul cu copârșeul (menționat Nae Mazilu)
- Julieta Strîmbeanu — moașa Rafira
- Constantin Bîrliba — tractoristul Marmoloș
- Elena Stescu
- Savu Rahoveanu
- Tatiana Lili Iorga — fetița Mioara
- Vasile Ardeleanu — băiatul Nelu al lui Trăian
- Octavian Cotescu — naratorul

## Producție
Scenariul filmului a fost scris de prozatorul Petre Sălcudeanu. Titlul filmului provine din proverbul „Toamna se numără bobocii” cu referire la începerea unui nou an școlar. Scenaristul avea „o anumită înclinație către lumea satului” (după cum a afirmat Draga Olteanu-Matei) și a intenționat să realizeze patru filme care să urmărească integrarea unui grup de absolvenți de facultate în viața rurală de-a lungul a celor patru anotimpuri ale unui an. Dintre acestea, au fost realizate numai trei, Vara bobocilor rămânând doar în faza de intenție. Sălcudeanu s-a gândit să formeze un cuplu alcătuit din Draga Olteanu-Matei și Marin Moraru, care să confere filmului o latură umoristică.
Filmul a intrat în faza de producție în aprilie 1974, el aflându-se încă în lucru în noiembrie 1974, probabil la montaj. El a fost realizat în studiourile Centrului de Producție Cinematografică „București”. Genericul animat a fost conceput și desenat de Florica Vintilă. Regizor secund a fost Alexe Tudor. Copia standard a fost definitivată la 9 mai 1975. Cheltuielile de producție s-au ridicat la suma de 2.404.000 lei.

## Seria „Bobocilor”
După filmul Toamna bobocilor, scenaristul Petre Sălcudeanu și regizorul Mircea Moldovan au colaborat la realizarea a două continuări: Iarna bobocilor (1977) și Primăvara bobocilor (1987), mai slab primite de public. În ultima dintre ele, cuplul Varvara - Toderaș a fost interpretat de Tamara Buciuceanu-Botez și Dem Rădulescu. Scenaristul a intenționat să scrie și scenariul unui al patrulea film intitulat Vara bobocilor, dar acesta a rămas la stadiul de intenție.

## Recepție
Filmul Toamna bobocilor a avut parte de un mare succes la public, fiind vizionat de 3.511.851 de spectatori la cinematografele din România, după cum atestă o situație a numărului de spectatori înregistrat de filmele românești de la data premierei și până la data de 31.12.2007 alcătuită de Centrul Național al Cinematografiei.
Criticii de film au afirmat că filmul a avut un scop propagandistic, realizat la comanda politică a conducerii statului. Astfel, la sfârșitul deceniului 7 al secolului al XX-lea, tinerii absolvenți de facultate primesc repartiții la țară, refuzându-li-se posturi în orașele mari, în urma unui decret al președintelui țării. Ca urmare, a devenit necesară realizarea de filme prin care să li se inoculeze tinerilor absolvenți ideea că viața la țară este frumoasă, iar satisfacțiile profesionale sunt mari. Toamna bobocilor a reprezentat un început de drum în tratarea acestui subiect, fiind urmată de filme ca Iarna bobocilor (1977), Buletin de București (1983), Căsătorie cu repetiție (1985) și Primăvara bobocilor (1987).
Jurnalistul Cristian Tudor Popescu, doctor în cinematografie și profesor asociat la UNATC, considera Iarna bobocilor drept un film cu caracter politic și propagandistic al epocii comuniste, realizat potrivit indicațiilor lui Nicolae Ceaușescu. Satul prezentat în film este „un univers fictiv, o Românie paralelă”. În aceeași notă, jurnalistul Dan Goanță (1955-2006) a remarcat prezența unor elemente de propagandă politică precum conducerea colectivă, recolta la hectar sau apropierea satului de oraș, reprezentarea satului din anii ’60–’70 fiind considerată o „utopie ceaușistă”.
Deși constată și el scopul propagandistic, Ioan Lazăr consemnează totuși meritul regizorului de a transforma materia amorfă și anostă a unui scenariu într-un film de ficțiune comică, prin reorganizarea materialului ca o poveste recitată de un comentator pe un ton evident ironic. Nevoiți să facă un compromis cu cenzura, autorii filmului au transformat produsul cinematografic într-un „caraghioslâc ideologic”, în care scopul moralei a fost deturnat prin parodierea personajelor principale. Lazăr a remarcat prezența unor „exemple deraiate comic” precum ședințele de partid lipsite de eficiență, la care membra lehuză rămasă acasă în concediu de creștere a copilului votează cu stegulețe colorate, erorile de organizare a lucrărilor agricole cauzate de indiferența celor implicați etc. Falsificarea identității inginerului Geo oferă un ingenios și subtil pretext de a parodia proprietatea colectivă, ajungându-se și la împărțirea obiectelor de folosință intimă. Succesul la public al filmului a fost determinat de tandemul Draga Olteanu Matei (Varvara) – Marin Moraru (Toderaș), de amestecul între umorul citadin și cel rural (prezent mai ales în limbaj) sau de stilul regizoral al lui Mircea Moldovan.
Într-un articol publicat la momentul lansării filmului, criticul Eva Sârbu a lăudat farmecul acestui film care „stă în prospețimea observației (...) în tandrețea punctului de vedere (...) în înțelegerea, și ea tandră, a problematicii”. Ea a afirmat însă că autorii filmului nu trebuiau să glumească pe astfel de teme. În „Istoria filmului românesc (1897-2000)”, criticul Călin Căliman considera că scopul filmului nu a fost atins, iar „comedia s-a „legat” greu”.
Criticul Tudor Caranfil a dat filmului o stea din cinci și a făcut următorul comentariu: „Foarte tinerii intelectuali (un medic, o filologă, un agronom) se confruntă, într-un sat transilvan, la primul lor loc de muncă, cu aplicarea celor învățate în laboratorul facultății. „Locomotivă” care a tractat încă două „vagoane”, corespunzătoare anotimpurilor „bobocilor”, menită să ajungă la concluzia-mesaj: „N-am venit ca să plecăm, am venit să rămânem, să ridicăm agricultura și satul”. Ilustrare, în diapazon comic, a democrației socialiste la țară, deși monoton în efecte comice (ciondănelile dintre Toderaș și Varvara, umorile schimbătoare ale tinerilor șovăielnici în fața greutăților etc.), filmul are darul rar de a reda, în dialog, culoarea locală, efort rar exersat în comediile noastre.”

## DVD
Ziarul Adevărul și ghidul „Adevărul TV” au fost distribuite la 15 mai 2009 împreună cu DVD-ul cu filmul Toamna bobocilor care a fost inclus în seria „Mari Comedii Românești”.